# Edistudio
Edistudio è una casa editrice italiana fondata a Pisa nel 1977 da Brunetto Casini.

## Storia dell'azienda
Fin dalla sua nascita si è specializzata nella pubblicazione di libri in lingua esperanto.
Negli anni Edistudio ha pubblicato molti classici della letteratura esperantista, fra cui lavori originali di Ludwik Lejzer Zamenhof, William Auld, Tibor Sekelj, Spomenka Štimec, Kálmán Kalocsay, Gaston Waringhien, Marinko Ĝivoje, Roger Bernard, Daniela Deneva Power, Baldur Ragnarsson, Reto Rossetti, Raymond Schwartz, Nikola Raŝiĉ, Ulrich Lins, Aldo de' Giorgi, Bernard Golden, Poul Thorsen, Julius Balbin e Johan Valano.
Ha inoltre pubblicato traduzioni in esperanto di opere di William Shakespeare, Umberto Eco, Fulvio Tomizza, Dino Buzzati, Giovanni Verga, Rudyard Kipling, Vamba ad opera di Nicolino Rossi, Mauro Nervi, Carlo Minnaja, Daniele Mistretta, Probal Dasgupta e altri traduttori.
Fra le sue pubblicazioni sono da citare anche diverse musicassette (cantate da Gianfranco Molle, Giulio Cappa, Marcella Fasani, Ĵak Le Puil', Amplifiki, Ĵomart kaj Nataŝa, Georgo Handzlik) e CD (Gianfranco Molle, Giorgio Nissim).
Nel 2009 ha intrapreso anche la produzione del film in DVD Doktoro Esperanto di e con Mario Migliucci e di fumetti, con Lupo Alberto e Diabolik.
Tra le sue pubblicazioni, La sonetoj di Shakespeare, Aŭstralia antologio, Klera edzino e La metamorfozo di Kafka sono stati pubblicati con il riconoscimento di appartenere alla Serio Oriento-Okcidento con gli auspici dell'UNESCO, mentre La ĵurnaleto de Joĉjo Tempesto e La vita di Damoru come parte di un progetto Ue italo-croato di interscambio di libri per bambini, che come interscambio ha avuto la pubblicazione de Il giornalino di Gian Burrasca in hindi.
Nel 1998 ha intrapreso la pubblicazione di riviste a distribuzione gratuita, con "Pisa informazioni" e "Lucca informazioni", distribuite gratuitamente in tutte le cassette postali della rispettiva città, quindi con "TrovoCasa", di annunci immobiliari, che da rivista in edicola è passata alla distribuzione gratuita.
Nel 2023 ha aggiunto al proprio corpus anche la rivista mensile "La nostra città" incentrata su temi ecologici e che presenta gli eventi del mese nella città e nel territorio ad essa circostante.

## Principali collane
Si elencano di seguito le principali categorie:
- Antologie: raccolte di testi e studi sulla letteratura australiana e italiana e sulle discipline economiche
- Prosa: riproposta dei classici della letteratura in versione esperanta
- Poesia
- Didattica: corsi, lezioni, esercizi per l'apprendimento dell'esperanto
- Fumetti: versioni esperante di alcuni classici del fumetto
- Musica: canzonieri e cd sulla performance musicale in esperanto
- Saggistica: vocabolari e manuali di esperanto
- Teatro
- DVD: produzione di film, come il Doktoro Esperanto di Mario Migliucci
- Riviste: riviste in esperanto, versioni in esperanto di monografie classiche
- Free press: Pisa informazioni, Lucca informazioni, TrovoCasa[4], La Vetrina Casa.

## Riviste
- Il neroazzurro
- PisaInformazioni
- Luccainformazioni
- TrovocasaNet  trovocasa.net,  http://www.trovocasa.net., rivista e sito di annunci immobiliari
- Africana  \"Africana\", A Journal of Extraeuropean Studies, Edited by Prof. V.A. Salvadorini, su geocities.com. URL consultato il 4 ottobre 2009 (archiviato dall'url originale il 26 ottobre 2009).
- Multinguismo e società. ISSN 2036-4482.
- La nostra città